# Садове (Вінницький район)
Садо́ве (в минулому — Літинські Хутори) — село в Україні, у Літинській селищній громаді Вінницького району Вінницької області. 

## Розташування
Село розташова за 8 кілометрів від Літина і за 4 кілометри від Селища. По формі невитягнуте с півночі (вул. Івана Богуна) на південь (нижче траси Е50) приблизно на 6 км. Також за 2 км від центру села знаходится відпочивальний комплес Батерфляй.

## Історія
Село засноване у 1520 році
12 червня 2020 року, відповідно до Розпорядження Кабінету Міністрів України № 707-р «Про визначення адміністративних центрів та затвердження територій територіальних громад Вінницької області», увійшло до складу Літинської селищної громади.
19 липня 2020 року, в результаті адміністративно-територіальної реформи та ліквідації Літинського району, село увійшло до складу Вінницького району.

## Населення
Чисельність населення на 2001 рік, становила 846 осіб.
| 1989 | 2001 |
| ---- | ---- |
| 911  | 846  |

### Мовний склад
Кількість та частка населення за рідною мовою, відповідно до Перепису населення України 2001 року:
| Рідна мова      | Кількість | Частка (%) |
| Загалом         | 846       | 100.00     |
| Українська мова | 840       | 99,29      |
| Російська мова  | 5         | 0.59       |
| Білоруська мова | 1         | 0.12       |